# Saint-Michel-en-l’Herm
Saint-Michel-en-l’Herm település Franciaországban, Vendée megyében. Lakosainak száma 2347 fő (2022. január 1.). Saint-Michel-en-l’Herm Grues, Saint-Denis-du-Payré, Triaize és L’Aiguillon-la-Presqu’île községekkel határos.

## Népesség
A település népessége az elmúlt években az alábbi módon változott:
| Lakosok száma | 2313 | 2362 | 2432 | 2352 | 2344 | 2341 | 2339 | 2329 | 2347 |
|               | 2013 | 2015 | 2016 | 2017 | 2018 | 2019 | 2020 | 2021 | 2022 |